# Federico Enrique Eugenio de Anhalt-Dessau
Federico Enrique Eugenio de Anhalt-Dessau (en alemán, Friedrich Heinrich Eugen von Anhalt-Dessau; Dessau, 27 de diciembre de 1705-Dessau, 2 de marzo de 1781) fue un príncipe alemán de la Casa de Ascania de la rama de Anhalt-Dessau.
Era el cuarto hijo del príncipe Leopoldo I de Anhalt-Dessau, con su esposa morganática, Ana Luisa Föhse.

## Biografía
En 1717, a la edad de 12 años, Eugenio se unió al Ejército prusiano. Entre 1733 y 1739, fue el Jefe del Cuerpo Prusiano de Húsares del regimiento n.º 1 (regimiento de caballería). En 1743 abandonó el servicio prusiano y se unió al Ejército austriaco a las órdenes del príncipe Carlos Alejandro de Lorena como voluntario en el Rin. En 1746, se unió al ejército del Electorado de Sajonia, donde se convirtió en gobernador de Wittenberg y más tarde en Generalfeldmarschall.
Nunca contrajo matrimonio ni tuvo hijos y nunca tomó parte en el gobierno de Anhalt-Dessau.